# 補任
補任（ぶにん）とは、官人に官職・位階を与えること。補任のための儀式を除目という。

## 概要
本来は、官に任命することを「任」、職に任命することを「補」、位階や勲等の授与を「叙」と呼んで区別していた（任官補職叙位）。そして官職に任命することを総称して補任という。さらに、位階・勲等授与を含めて補任といった認識までに至る。
補任には天皇によって任命される勅任、太政官の上奏を経て任命される奏任、太政官が直接任命する判任、式部省・兵部省の選考を経て太政官が任命する判補があり、明治維新によって判補は廃されたものの、その他の名称は太政官から内閣に引き継がれて、昭和21年（1946年）まで継続された。
また、ある個人が複数の官職に補任されていることを兼任・兼帯と呼び、他の官職に移ることを転任・遷任（前者は通常の昇進、後者は部門の異なる部署への異動）、かつて補任されていた官職に再度補任されることを還任（かんにん/げんにん）・還補（げんぽ）と称した。
後には摂関家・院庁・幕府をはじめとする諸権門が自己の組織の諸職に任じることも補任と称し、補任状をもってこれを任命した。10世紀以降に登場する荘園所職などの初期における「職」には必ず補任手続が伴っており、官職の補任手続に倣って、「職」への就任・（子孫などへの）継承の承認には職務勤仕の実態とともに補任手続が必要であった。
補任は任命者による恩恵であると考えられており、補任された者は任命者に対して成功や礼銭を贈ることが礼儀とされ、任命者にとっては収入のうちの重要な要素を占めていた（近代以前の日本においてこうした金品のやりとりは賄賂の範疇には含まれていなかった）。反対に南北朝時代に入ると、公卿の朝儀への不参対策として官職補任と引換に出仕を促したり、儀式に必要な人材（官職）を揃えるためにその場で官職に補任する例もあった。
なお、大臣や近衛大将などに任命された際には大規模な宴会（大饗）などの儀式を行う慣例があった。

## 補任の記録
律令制においては、翌年の除目の参考資料とするために人事担当官司である中務省・式部省・兵部省・治部省などが毎年2回定期的に人事録を作成していた。これを補任帳（ぶにんちょう）と呼ぶ。女官については中務省が、内外官司と五位以上、令制国の史生以下の国衙職員及び郡司については式部省（ただし、郡司については年1回）、武官については兵部省、僧侶について治部省（ただし年1回）作成され、6月20日・12月20日に天皇に見せるために事前に蔵人所に提出（「内裏分」の後、1月1日・7月1日に太政官に対して正式な提出が行われた。補任帳は補任者の官位姓名及び任官日時が記載され、その年のうちに死去・異動によって職を離れた者は朱筆で訂正が加えられ、また考課や犯罪を理由とした解官の場合には帳簿自体から抹消された。
また、これとは別に官職補任の記録を年表形式でまとめて後日の参考にすることが行われ、公家では『公卿補任』・『蔵人補任』・『弁官補任』・『歴名土代』など、武家では『将軍執権次第』・『関東評定衆伝』・『柳営補任』、寺院では『東大寺別当次第』・『興福寺別当次第』・『天台座主記』・『東寺長者補任』などが知られている。

## 陸海軍と自衛隊における補任
第二次世界大戦前の陸軍省・海軍省では内部部局である人事局に補任課（ほにん-か）を設置し、軍人軍属の人員調査を分掌させていた。2019年現在の防衛省（自衛隊）では内部部局である人事教育局に筆頭課として人事計画・補任課を設置し、自衛官の人事制度を分掌させている。また、防衛省の特別の機関である陸上幕僚監部・海上幕僚監部・航空幕僚監部にそれぞれ人事教育部補任課を設置し人事制度の運用の一部を分掌させている。統合幕僚監部においては総務部人事教育課、本省内局においては大臣官房秘書課、防衛装備庁においては長官官房人事官がそれぞれの人事を司っている。